# Baudelaire (Jean-Paul Sartre)
Pour les articles homonymes, voir Baudelaire (homonymie).
Baudelaire est un essai sur Charles Baudelaire écrit par Jean-Paul Sartre, publié en 1947.

## Résumé
De Baudelaire, Sartre affirme qu'il n'a eu que la vie qu'il méritait. Selon Sartre, les circonstances parfois tragiques de la vie de Baudelaire appartiennent à une logique dont Baudelaire n'est pas la victime, mais bien le protagoniste premier et le responsable. Il décrit le pathétique de l'absurdité du personnage qu'il prête à Baudelaire. Le carcan familial, la perpétuelle gêne financière et jusqu'à la maladie mélancolique qui l'a entraîné vers la mort, tout cela Baudelaire l'a voulu, cherché. Car « l'attitude originelle de Baudelaire est celle d'un homme penché. Penché sur soi, comme Narcisse. ». Sartre parle effectivement de Baudelaire comme d'un homme malade de lui-même, trop obsédé par sa personne qu'il n'existe aucune lueur de naturel chez lui. Il accepte sans rébellion la morale qui le condamne (Sartre parle du procès des Fleurs du Mal) et recherche même cette condamnation. Car Baudelaire a besoin de juges pour institutionnaliser sa « singularité ». « C'est au sein du monde établi que Baudelaire affirme sa singularité. Le révolté a soin de maintenir intact les abus dont il souffre pour pouvoir se révolter contre eux ».